# Гювемалан
Гювемалан (на турски: Güvemalan) е село в околия Бига, вилает Чанаккале, Турция. Разположено на 15 – 30 метра надморска височина, на 3 километра от крайбрежието на Мраморно море. Населението му през 2013 г. е 1 876 души. То е със смесено население, има турци – юруци и български турци, както и българи – мюсюлмани (помаци), от селата Осеново и Тъмръш в Родопите.